# 중설 근저모음

중설 근저모음(中舌 近低母音) 또는 중설 근개모음(中舌 近開母音)은 모음의 하나이다.
- 이 모음은 혀의 위치를 전설모음과 후설모음의 중간으로 해서 발음하는 중설모음이다.
- 이 모음은 혀의 위치를 저모음에 가깝게 해서 발음하는 근저모음이다.

### 예
| 언어          | 철자        | 발음       | 뜻       | 비고                                         |
| 현대 그리스어 | ακακία      | [ɐkɐˈc̠i.ɐ] | 아카시아 | 실제로는 [ɐ]지만 구례에 따라 [a]로도 적는다. |
| 한국어        | 하나의 'ㅏ' | [hɐnɐ]     | '1'      | 실제로는 [ɐ]지만 구례에 따라 [a]로도 적는다. |
| 광둥어        | 心 / sam1   | [sɐ̝m˥]     | 마음     | 중저모음화.                                  |
| 리투아니아어  | kas         | [kɐs̪]      | 무엇     |                                              |